# Stadtbezirk Aplerbeck
Aplerbeck ist ein Stadtbezirk Dortmunds. Er liegt im Südosten der Stadt Dortmund und grenzt im Norden an den Stadtbezirk Brackel, im Osten an die Gemeinde Holzwickede, im Süden an die Stadt Schwerte, im Westen an den Stadtbezirk Hörde und im Nordwesten an den Stadtbezirk Innenstadt-Ost.

## Statistik
Zum 31. Dezember 2024 lebten 55.670 Einwohner im Stadtbezirk Aplerbeck.
Struktur der Bevölkerung:
- Bevölkerungsanteil der unter 18-Jährigen: 15,2 % [Dortmunder Durchschnitt: 16,2 % (2018)][2]
- Bevölkerungsanteil der mindestens 65-Jährigen: 24,6 % [Dortmunder Durchschnitt: 20,2 % (2018)][3]
- Ausländeranteil: 10,2 % [Dortmunder Durchschnitt: 22,3 % (2024)][4]
- Arbeitslosenquote: 6,4 % [Dortmunder Durchschnitt: 11,0 % (2017)][5]

Der Stadtbezirk Aplerbeck bildet neben den Bezirken Hörde und Hombruch den sogenannten Dortmunder Süden, der für seine wohlhabenden und beliebten Stadtteile bekannt ist. Charakteristisch für den Stadtbezirk Aplerbeck ist die höchste Dichte von Ein- bis Zweifamilienhäusern in Dortmund (41,8 %) sowie die geringe Arbeitslosenquote und das vergleichsweise hohe Durchschnittseinkommen. Mit Ausnahme eines Bezirks im Aplerbecker Zentrum ist dieses stets überdurchschnittlich. Besonders hoch ist das durchschnittliche Einkommen in den Bezirken Berghofer Mark (40.200 €), Aplerbecker Mark (40.300 €) und Schwerter Straße (47.200 €) im Süden von Aplerbeck. Ferner sprechen die überdurchschnittliche Wohndauer und die unterdurchschnittliche Leerstandsquote für die Beliebtheit dieses Stadtbezirkes.

## Politik
Seit der Kommunalwahl 2020 sind die SPD mit sechs, die Grünen und die CDU mit je fünf und die Linke, die Partei und die FDP mit je einem Sitz in der Bezirksvertretung vertreten. Bezirksbürgermeister ist Jürgen Schädel (SPD).

## Geographie

### Bezirksgliederung
Der Stadtbezirk Aplerbeck gliedert sich in die folgenden statistischen Bezirke und Unterbezirke:
| Nummer | Statistischer | Statistischer         |
| Nummer | Bezirk        | Unterbezirk           |
| 410    | Aplerbeck     | Aplerbeck             |
| ------ | ------------- | --------------------- |
| 411    |               | Aplerbecker Straße    |
| 412    |               | Marsbruchstraße       |
| 413    |               | Aplerbecker Markt     |
| 414    |               | Vieselerhofstraße     |
| 415    |               | Aplerbeck Bahnhof Süd |
| 416    |               | Aplerbecker Mark      |
| 417    |               | Schwerter Straße      |
| 420    | Berghofen     | Berghofen             |
| 421    |               | Berghofen Dorf        |
| 422    |               | Ostkirchstraße        |
| 423    |               | Berghofer Mark        |
| 430    | Schüren       | Schüren               |
| 431    |               | Schüren-Neu           |
| 432    |               | Schüren-Alt           |
| 433    |               | Stadtkrone-Ost        |
| 440    | Sölde         | Sölde                 |
| 441    |               | Sölde-Nord            |
| 442    |               | Sölde-Süd             |
| 450    | Sölderholz    | Sölderholz            |
| 451    |               | Sölderholz            |
| 452    |               | Lichtendorf           |

## Kultur und Sehenswürdigkeiten

### Bauwerke
Die Denkmalliste der Stadt Dortmund umfasst im Stadtbezirk Aplerbeck 60 Baudenkmale, darunter 23 Wohnhäuser oder Villen, 18 landwirtschaftliche Gebäude, 4 Kleindenkmale, je 3 Wohn- und Geschäftshäuser, Sakralbauten und Friedhöfe, je 2 öffentliche Gebäude und Adelssitze sowie 1 Geschäftshaus und 1 Verkehrsanlage.